# Водиці (Хорватія)
Во́дице (хорв. Vodice)  — місто в Хорватії, у Північній Далмації, у Шибеницько-Книнській жупанії, на березі Адріатичного моря.

## Загальні відомості
Водиці розташоване за 12 кілометрів на північний захід від столиці провінції — Шибеника. Старе місто розташоване на півострові, а інша частина простягається уздовж моря вузькою смугою, на якій межуються пляжі, сосновий парк і набережні. Через місто проходить Адріатичне шосе, воно зв'язано регулярним автобусним сполученням з найбільшими містами Хорватії.
Назва міста походить від слова «вода» на честь численних джерел із чистою водою в окрузі.
Неподалік від міста розташований національний парк «Крка» і природний парк «Вранське озеро» навколо найбільшого озера в Хорватії.
Водиці — один з найбільших туристичних центрів у Хорватії з розвинутою інфраструктурою.
Перша згадка про місто датується 1402 роком.

## Населення
Населення громади за даними перепису 2011 року становило 8 875 осіб, 3 з яких назвали рідною українську мову. Населення самого міста становило 6 755 осіб.
Динаміка чисельності населення громади:
Динаміка чисельності населення міста:

## Населені пункти
Крім міста Водиці, до громади також входять:
- Чиста Мала
- Чиста Велика
- Гачелези
- Грабовці
- Првич-Лука
- Првич-Шепурине
- Срима

## Клімат
Середня річна температура становить 15,37 °C, середня максимальна – 27,89 °C, а середня мінімальна – 3,27 °C. Середня річна кількість опадів – 723 мм.
| Клімат міста                                  | Клімат міста | Клімат міста | Клімат міста | Клімат міста | Клімат міста | Клімат міста | Клімат міста | Клімат міста | Клімат міста | Клімат міста | Клімат міста | Клімат міста | Клімат міста |
| Показник                                      | Січ.         | Лют.         | Бер.         | Квіт.        | Трав.        | Черв.        | Лип.         | Серп.        | Вер.         | Жовт.        | Лист.        | Груд.        |              |
| Середній максимум, °C                         | 11,63        | 12,01        | 14,07        | 17,17        | 22,03        | 25,83        | 27,89        | 27,46        | 23,71        | 19,98        | 14,81        | 11,82        |              |
| Середня температура, °C                       | 7,46         | 7,83         | 9,88         | 12,99        | 17,86        | 21,64        | 24,73        | 24,31        | 20,55        | 16,83        | 11,65        | 8,66         |              |
| Середній мінімум, °C                          | 3,27         | 3,67         | 5,70         | 8,80         | 13,68        | 17,46        | 21,58        | 21,17        | 17,42        | 13,66        | 8,49         | 5,50         |              |
| Норма опадів, мм                              | 66           | 57           | 61           | 63           | 50           | 48           | 26           | 41           | 73           | 77           | 87           | 74           |              |
| Середньомісячна швидкість вітру, м/с          | 3.02         | 3.14         | 3.27         | 3.12         | 2.70         | 2.48         | 2.54         | 2.38         | 2.66         | 2.78         | 3.37         | 3.27         |              |
| Середньомісячна сонячна радіація, кДж/м²·день | 5314         | 8049         | 11819        | 16650        | 20724        | 23271        | 24762        | 21646        | 16099        | 10384        | 5812         | 4515         |              |
| --------------------------------------------- | ------------ | ------------ | ------------ | ------------ | ------------ | ------------ | ------------ | ------------ | ------------ | ------------ | ------------ | ------------ | ------------ |
| Джерело:                                      |              |              |              |              |              |              |              |              |              |              |              |              |              |

## Визначні пам'ятки
- Церква св. Хреста — побудована в 1421 році.
- Вежа Чоричев Торань (Ćorićev toranj) — вежа 16 століття.
- Церква св. Діви Кармеля — знаходиться поруч із містом, приблизно за два кілометри, на горі Окит. Сучасна церква була побудована після Громадянської війни по проекту хорватського архітектора із Задарунка, Миколи Башича. Перша церква, що була побудована на цьому місці, була споруджена на руїнах каплиці в XVII столітті.

## Галерея

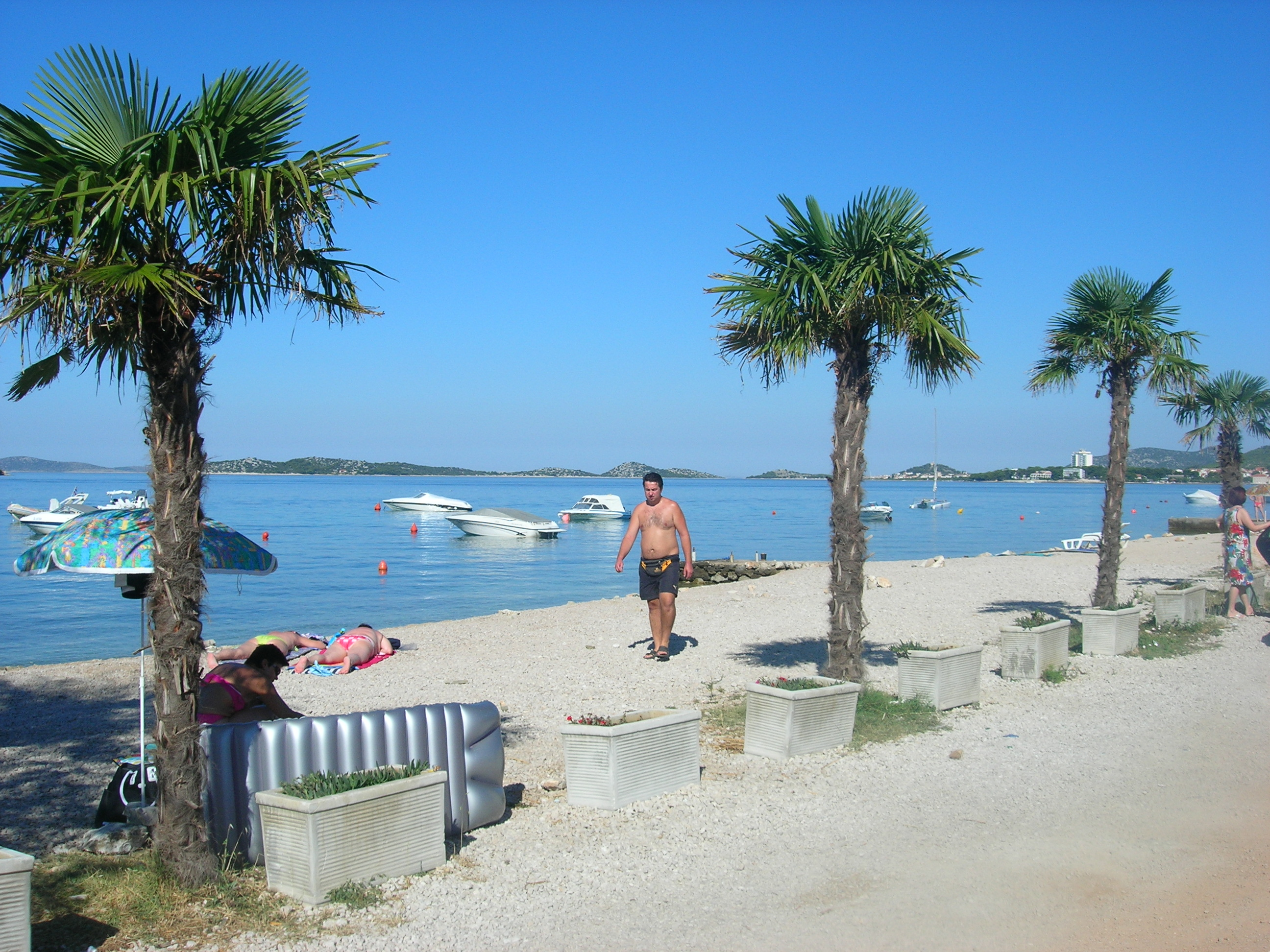

- Файл:Улица Водиці.jpg
- Файл:Улица Водиці2.jpg
- Файл:Улица Водиці3.jpg